# Клименко Федір Микитович
Фе́дір Мики́тович Климе́нко (нар. 1902 — ?, Херсонська область) — український радянський діяч, передовик сільського господарства, голова Нижньосірогозького та Генічеського райвиконкомів. Член ЦК КП(б)У в червні 1938 — січні 1949 р. Депутат Верховної Ради СРСР 1-го скликання.

## Біографія
Народився в бідній селянській родині. Освіта початкова. З 1916 року наймитував. З 1921 року працював колгоспником колгоспу «Мурашник» («Муравейник») Генічеського району.
З 1925 року — голова колгоспу «Мурашник» Генічеського району, голова Комітету незаможних селян села Іванівки Генічеського району.
Член ВКП(б) з 1926 року.
У 1931—1932 роках — курсант радянської партійної школи в місті Оріхів на Запоріжжі.
У 1932—1934 роках — бригадир-рільник комуни (колгоспу) імені Сталіна села Рівне Генічеського району. У 1934—1936 роках — секретар партійного комітету колгоспу імені Сталіна села Рівне Генічеського району.
З 1936 року — голова колгоспу імені Сталіна села Рівне Генічеського району Дніпропетровської (тепер — Херсонської) області. Потім працював головою виконавчого комітету Нижньосірогозької районної ради депутатів трудящих Запорізької області.
У 1940—1941 роках — голова виконавчого комітету Генічеської районної ради депутатів трудящих Запорізької області.
Під час німецько-радянської війни перебував у евакуації в Середній Азії, де працював директором невеликого заводу.
З 1944 року — знову голова виконавчого комітету Генічеської районної ради депутатів трудящих Херсонської області.
Потім — на відповідальній господарській роботі.
Автор книги «В борьбе за передовой колхоз: Опыт зернового колхоза имени Сталина Запорожской области Генического района» — Москва, 1939.

## Нагороди
- орден Леніна (7.02.1939)
- орден Вітчизняної війни 1-го ст. (1.02.1945)
- орден Трудового Червоного Прапора (23.01.1948)
- медалі